# Museu d'Història i Navegació de Riga
El Museu d'Història i Navegació de Riga (en letö: Rīgas vēstures un kuģniecības muzejs) és un museu a Riga, Letònia. Es tracta d'un museu con exhibicions sobre la Història de la ciudad de Riga des de la seva fundación l'any 1201. Situat al nucli antic junt el conjunt de la Catedral de Riga, el museu es va crear a partir de mitjans del segle xviii.

## Història
Els inicis del museu es van originar amb la col·lecció privada del metge Nikolaus von Himsel, que, després de la mort del doctor, la seva mare Caterina von Himsel, en compliment del desig del seu fill, va donar a la ciutat de Riga el 1773. El 22 febrer l'ajuntament va crear el museu, que va qualificar amb el nom d'Himsel. L'any 1964 el museu obté el seu actual nom de «Museu d'Història i Navegació de Riga».

## Exposicions
El museu ofereix una exposició única de la vida dels ciutadans de Riga del segle xiii, de la Lliga Hanseàtica, durant el primer període d'independència letó des de 1918 a 1940, així com mostra una oportunitat per traçar la història de la navegació a Letònia des de l'antiguitat fins als nostres dies. Les col·leccions consten d'antics gravats amb vistes de Riga, mapes, plànols, plata, porcellana, maquetes de vaixells, instruments de navegació, una rica col·lecció d'objectes d'ús quotidià, roba, articles de decoració i d'altres coses. El museu té exposicions permanents i temporals i la seva col·lección de més de 500.000 articles, s'ha anat ampliant amb nombroses donacions i adquisicions.

## Galeria

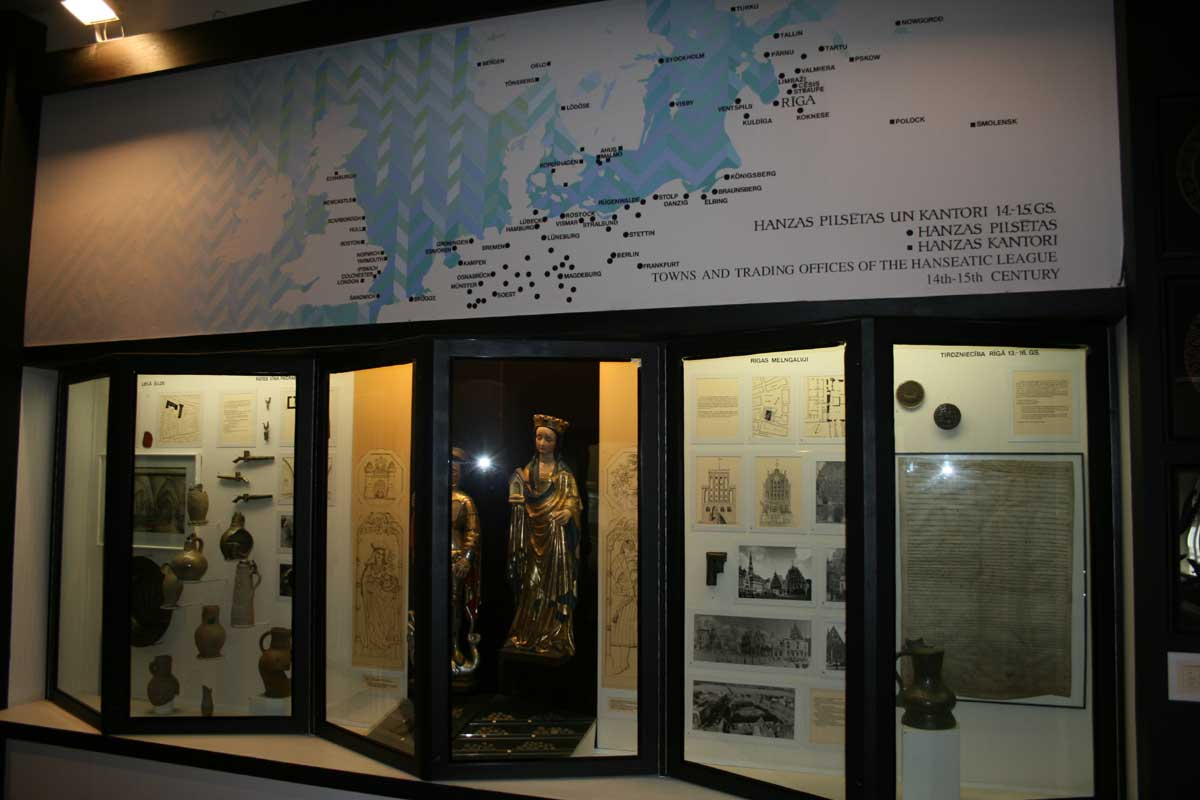
Lliga Hanseàtica
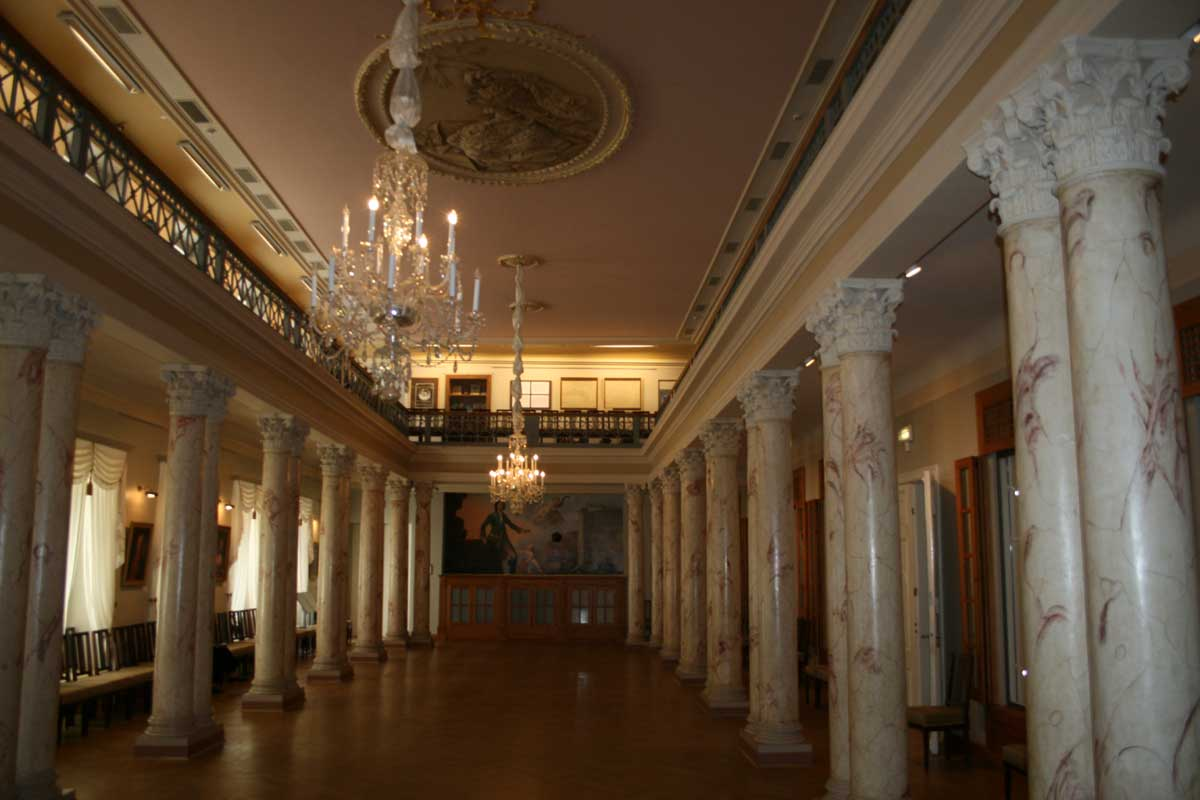
Sala de les columnes
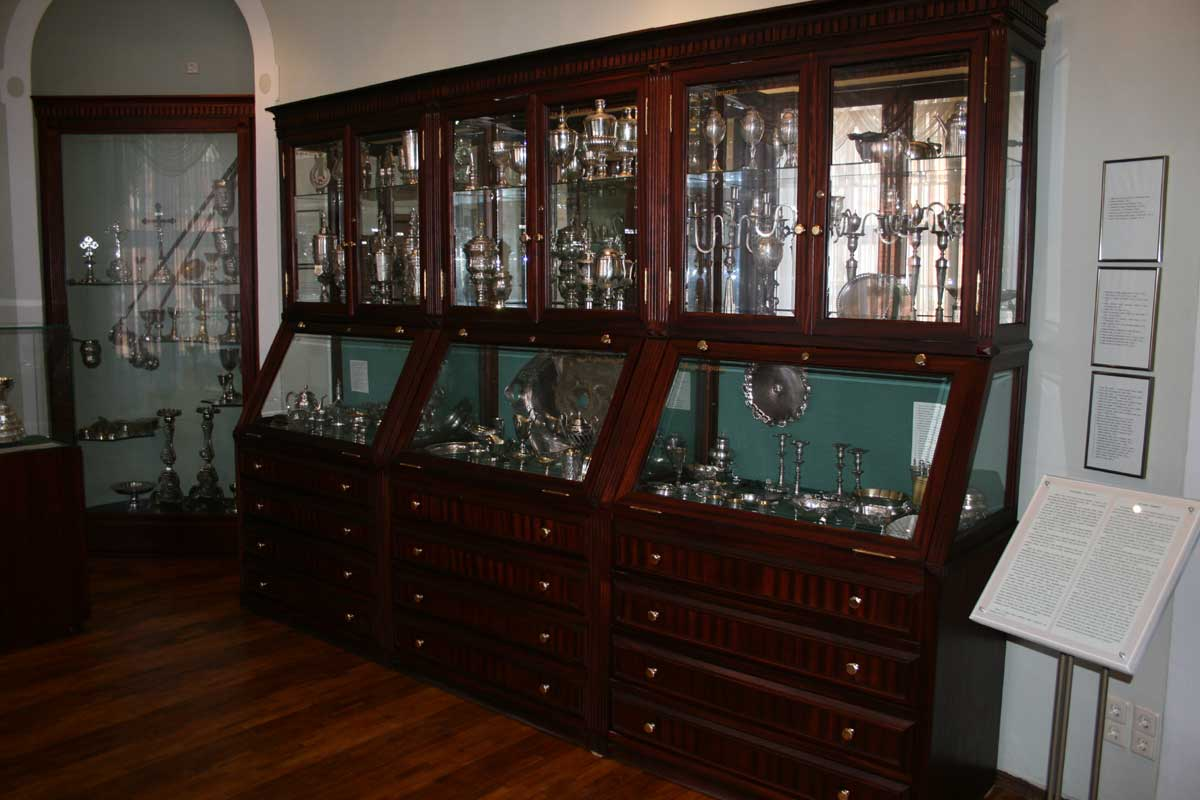
Objectes de plata
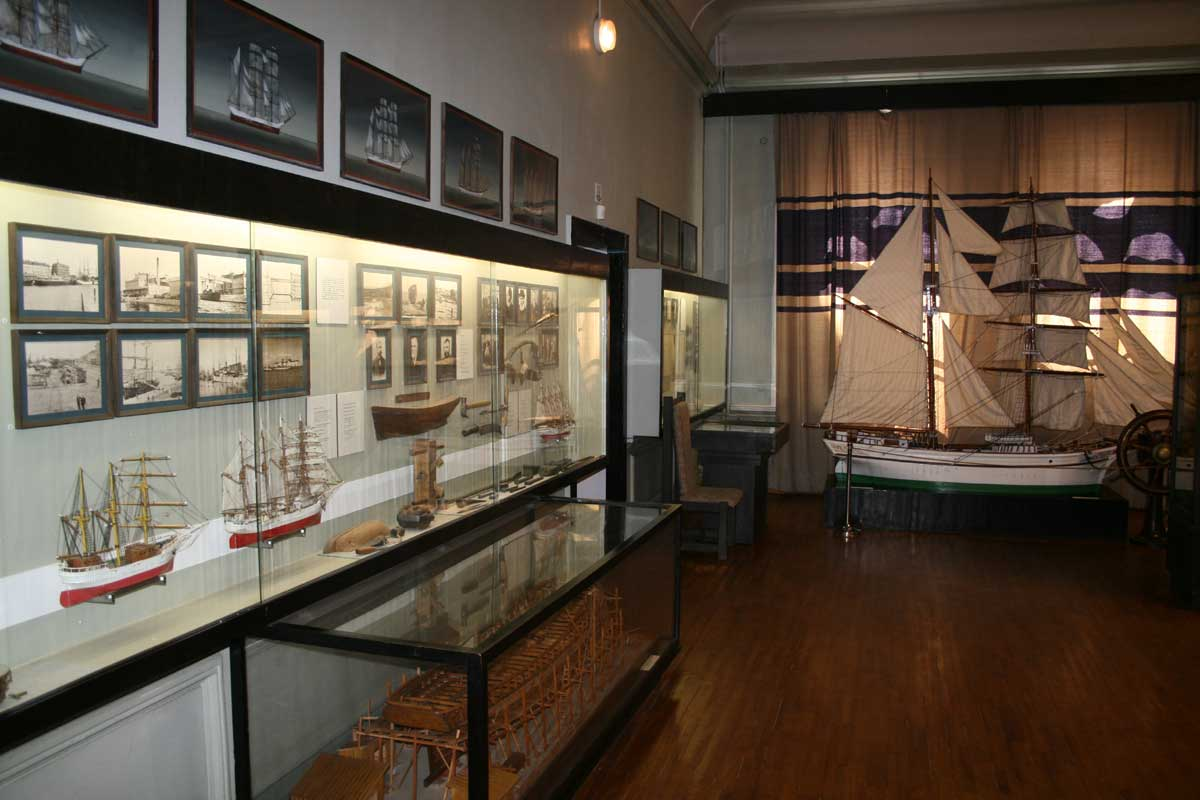
Objectes de navegació